# 空氣清新劑
空气清新剂又稱除臭劑或清新劑，是一種能散发香味的制成品，主要用於除去房間異味，一般放置於家庭或辦公室、洗手间、门厅、走廊、前厅和其他的室内空间。一些空气清新剂含有會引起过敏和哮喘的有毒化学物质。